# 老橡樹公地站

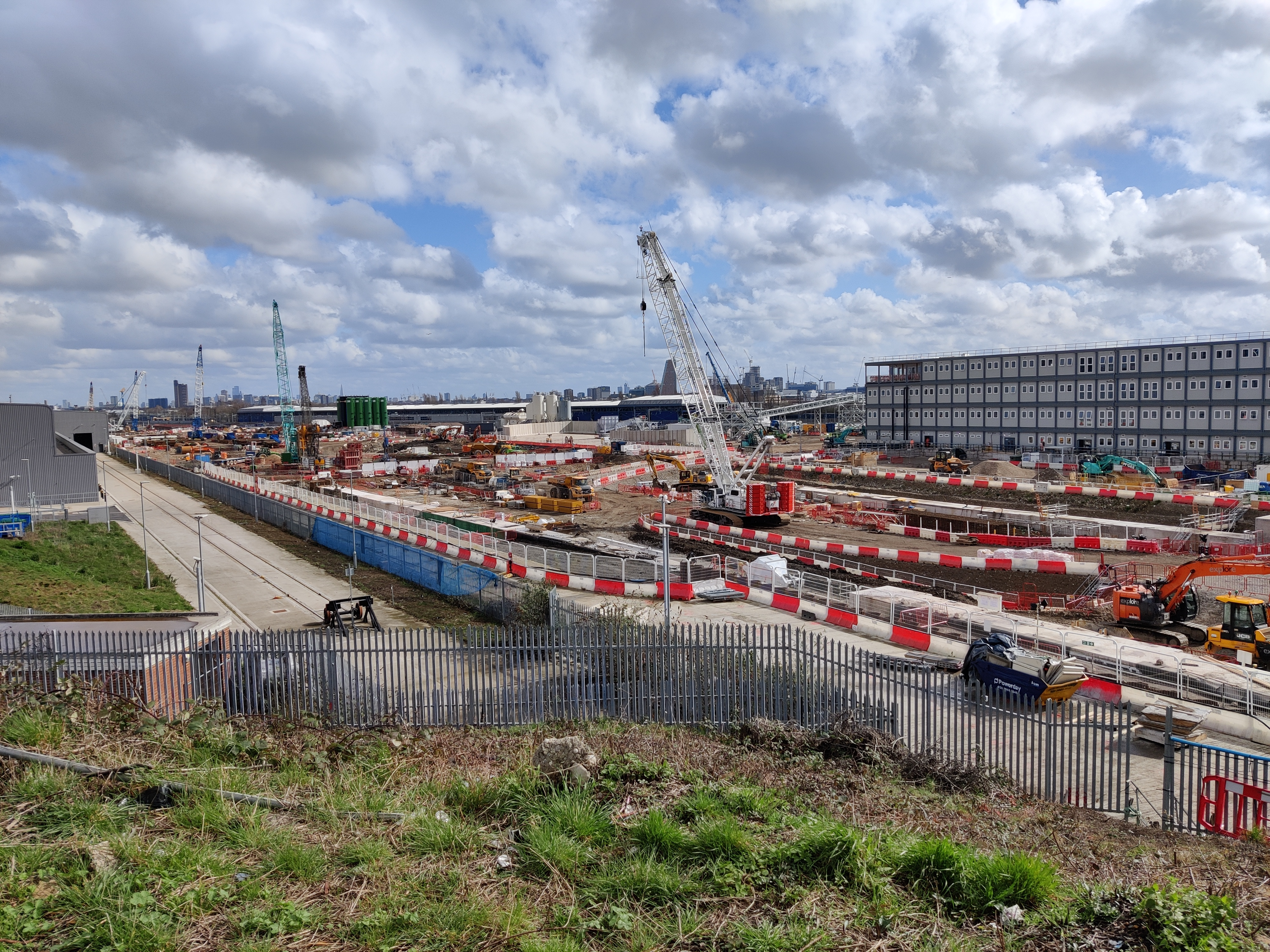
建造中的老橡樹公地站

老橡樹公地站（英語：Old Oak Common (OOC)）是倫敦西部老橡樹公地的未建成火车站。位于老橡樹公地牽引維修機車廠旧址，坐落於威爾斯登交匯站以南500米（1,600英尺）。預計建成后将成为伦敦最大的铁路枢纽之一。該車站將會有約800米（2,600英尺）长，並低於地表20米（66英尺）。